# DK25
De DK25 (Pools: Droga krajowa nr 25) is een route op het Poolse nationale wegennet. De weg loopt van Bobolice in het noorden tot Oleśnica dat meer zuidelijk ligt. 

## Steden langs de DK25
- Bobolice
- Bydgoszcz
- Konin
- Kalisz
- Oleśnica

DK1 · DK2 · DK3 · DK4 · DK5 · DK6 · DK7 · DK8 · DK9 · DK10 · DK11 · DK12 · DK13 · DK14 · DK15 · DK16 · DK17 · DK18 · DK19 · DK20 · DK21 · DK22 · DK23 · DK24 · DK25 · DK26 · DK27 · DK28 · DK29 · DK30 · DK31 · DK32 · DK33 · DK34 · DK35 · DK36 · DK37 · DK38 · DK39 · DK40 · DK41 · DK42 · DK43 · DK44 · DK45 · DK46 · DK47 · DK48 · DK49 · DK50 · DK51 · DK52 · DK53 · DK54 · DK55 · DK56 · DK57 · DK58 · DK59 · DK60 · DK61 · DK62 · DK63 · DK64 · DK65 · DK66 · DK67 · DK68 · DK69 · DK70 · DK71 · DK72 · DK73 · DK74 · DK75 · DK76 · DK77 · DK78 · DK79 · DK80 · DK81 · DK82 · DK83 · DK84 · DK85 · DK86 · DK87 · DK88 · DK89 · DK90 · DK91 · DK92 · DK93 · DK94 · DK95 · DK96 · DK97 · DK98